# Ибричич, Сенияд
Сения́д И́бричич (босн. Senijad Ibričić; 26 сентября 1985, Котор-Варош, Югославия) — боснийский футболист, полузащитник. 

## Карьера

### Клубная
Профессиональную футбольную карьеру начал в клубе «Подгрмец». В январе 2004 года был на просмотре во французском клубе «Монако». Летом 2004 года после долгих переговоров перешёл в «Загреб», там он был одним из лидеров команды. Летом 2008 года перешёл в состав сплитского «Хайдука» за 1.800.000 евро. Быстро освоился в новой команде и стал её ключевым игроком. В своём первом сезоне забил 12 голов, в следующем уже 17, обычно играя на позиции полузащитника. В январе 2008 года был на просмотре в «Динамо» (Киев), но клубу не подошёл. В мае 2010 появились публикации о предполагаемом переходе Ибричича в казанский «Рубин».
В январе 2011 СМИ снова начали сватать Ибричича в Россию, на этот раз в «Локомотив». Вскоре данная информация подтвердилась, и делегация из «Хайдука» вылетела в Москву для переговоров о трансфере Ибричича. 13 января клубы договорились о трансфере, агент игрока подтвердил переход: «Переговоры закончены, мы ответили согласием». Зарплата футболиста в московском клубе составила один миллион евро в год. Соглашение было заключено на три с половиной года. В первом же матче за «Локомотив» открыл счет своим голом в товарищеском матче против пловдивского «Локомотива».
В чемпионате России дебютировал в матче против московского «Динамо». Дебютный гол забил в своем 4-м матче, реализовав пенальти в ворота «Краснодара». В следующем туре в матче с «Кубанью» забил свой первый гол в составе «железнодорожников» с игры. Но в итоге так и не сумел закрепиться в основе «железнодорожников» и был отдан в аренду в «Газиантепспор», после в «Касымпаша».

### В сборной
Был капитаном молодёжной сборной Боснии и Герцеговины. В сборной Боснии и Герцеговины играл с 2006 по 2014 год.

## Достижения
- Обладатель Кубка Хорватии: 2010
- Лучший игрок чемпионата Хорватии: 2010

## Статистика по сезонам
| Клуб          | Сезон   | Чемпионат      | Чемпионат | Чемпионат | Кубок | Кубок | Еврокубки | Еврокубки | Еврокубки | Всего | Всего |
| Клуб          | Сезон   | Турнир         | Игры      | Голы      | Игры  | Голы  | Турнир    | Игры      | Голы      | Игры  | Голы  |
| ------------- | ------- | -------------- | --------- | --------- | ----- | ----- | --------- | --------- | --------- | ----- | ----- |
| Подгрмец      | 2003/04 | Вторая лига    | 23        | 16        | 0     | 0     |           | 0         | 0         | 23    | 16    |
| Загреб        | 2004/05 | T-Com Prva HNL | 26        | 3         | 0     | 0     |           | 0         | 0         | 26    | 3     |
| Загреб        | 2005/06 | T-Com Prva HNL | 25        | 3         | 0     | 0     |           | 0         | 0         | 25    | 3     |
| Загреб        | 2006/07 | T-Com Prva HNL | 17        | 4         | 0     | 0     |           | 0         | 0         | 17    | 4     |
| Загреб        | 2007/08 | T-Com Prva HNL | 31        | 12        | 0     | 0     |           | 0         | 0         | 31    | 12    |
| Загреб        | Итого   | Итого          | 99        | 22        | 0     | 0     |           | 0         | 0         | 99    | 22    |
| Хайдук        | 2008/09 | T-Com Prva HNL | 30        | 12        | 0     | 0     | КУ        | 4         | 2         | 34    | 14    |
| Хайдук        | 2009/10 | T-Com Prva HNL | 29        | 17        | 0     | 0     | ЛЕ        | 2         | 0         | 31    | 17    |
| Хайдук        | 2010/11 | T-Com Prva HNL | 17        | 6         | 0     | 0     | ЛЕ        | 10        | 3         | 27    | 9     |
| Хайдук        | Итого   | Итого          | 76        | 35        | 0     | 0     |           | 16        | 5         | 92    | 40    |
| Локомотив     | 2011/12 | РФПЛ           | 28        | 4         | 2     | 0     | ЛЕ        | 5         | 0         | 35    | 4     |
| Газиантепспор | 2012/13 | Суперлига      | 13        | 2         | 1     | 0     |           | 0         | 0         | 14    | 2     |
| Касымпаша     | 2012/13 | Суперлига      | 13        | 4         | 0     | 0     |           | 0         | 0         | 13    | 4     |